# Маска души (фильм)
«Маска души» (1916) — немой художественный фильм Андрея Андреева. Премьера фильма состоялась 4 марта 1916 года. Фильм не сохранился.

## Названия частей
1-я часть. Её нужно бояться.

2-я часть. Мы подобрали труп.

3-я часть. Жребий брошен.

4-я часть. Побеждённая.

## Сюжет
У графа Чеслава Юлиана Рембовского единственная дочь Ирена — своевольная, страстная, замкнутая натура. Отец обручает её с молодым графом Рохом Соболевским. Рох влюблён в свою невесту. Она чувственно взволнована. По случаю траура жениха свадьба отложена до весны. Однажды в доме графа Рембовского является владелец крупного антикварного магазина, итальянец Чезаре Скабби. Он принёс графу редкие драгоценные гравюры. Ирена сразу отмечает его. Это не граф Рох, с итальянцем всё можно и не стыдно. Она делает ему знак подождать, сходит с террасы и условливается с Чезаре о свидании.
На другой день графиня Ирена заезжает к Скабби, якобы покупая старинные вещи, и получает от него адрес, где Скабби принимает таинственных дам. Ирена сдерживает слово. Она является на окраину города. Во время любовных ласк Скабби умирает от удара. Сын старухи, молодой, порочный парень Лука помогает Ирене скрыть преступление. Они одевают мертвеца и сами везут его в полицию. Графиня Ирена называет себя и объясняет следователю, что подобрала труп Скабби за городом, опознавши знакомого антиквара. Все в восторге от доброты графини. В доме графа Рембовского переполох, но все успокаиваются.

## Критика
По мнению В. Вишневского, фильм представляет собой «вульгарную драму с уголовно-приключенческим сюжетом», однако «интересен актёрским выступлением Ольги Гзовской».